# プリットリヒング
プリットリヒング（ドイツ語: Prittriching、ブルヒング Burching とも呼ばれる）はドイツ連邦共和国バイエルン州オーバーバイエルン行政管区のランツベルク・アム・レヒ郡に属す町村（以下、本項では便宜上「町」と記述する）で、プリットリヒング行政共同体を構成する自治体の一つである。

## 地理
プリットリヒングはミュンヘン計画地域に位置する。

### 自治体の構成
この町は、公式には2つの地区 (Ort) からなる。このうち小集落や孤立農場などを除く集落を以下に列記する。
- プリットリヒング
- ヴィンクル

## 歴史
プリットリヒングはバイエルン選帝侯領ミュンヘン会計局およびランツベルク地方裁判所に属した。

### 人口推移
- 1970年 1,499人
- 1987年 1,863人
- 2000年 2,279人

連邦統計局によれば、ヴィンクル地区を含む2005年12月31日の人口は2,403人、2006年12月31日の人口は2,456人である。

## 行政

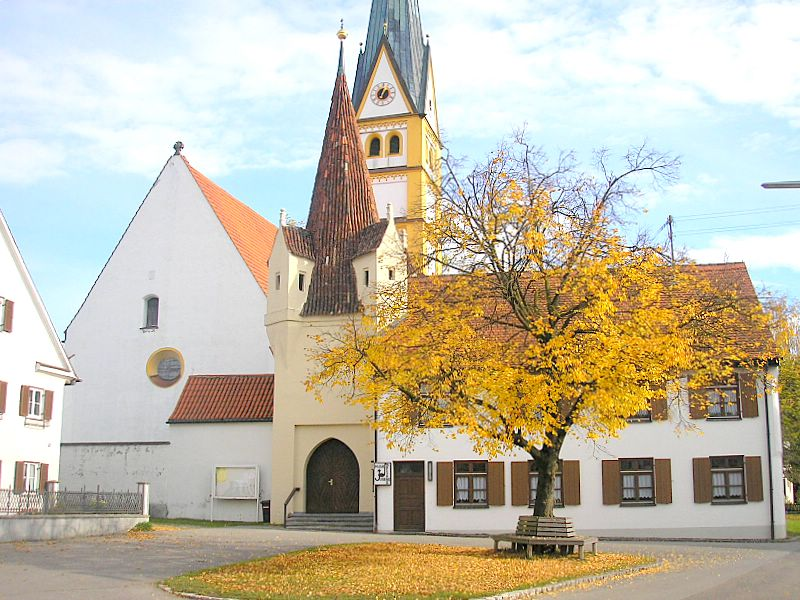
市の紋章にもなっているこの町の象徴的建造物である聖母教会とその楼門

町長はアレクサンダー・ディッチュ (Dorfgemeinschaft) である。
町議会は14議席からなる。

### 紋章
図柄: 銀地と赤地に上下二分割。紋章基部から全体に、赤い尖塔屋根と赤い屋根の角の張り出し部を持つ銀の塔が描かれている。

## 経済と社会資本

### 教育
- 基礎課程学校 1校

## 引用
1. ↑  https://www.statistikdaten.bayern.de/genesis/online?operation=result&code=12411-003r&leerzeilen=false&language=de Genesis-Online-Datenbank des Bayerischen Landesamtes für Statistik Tabelle 12411-003r Fortschreibung des Bevölkerungsstandes: Gemeinden, Stichtag (Einwohnerzahlen auf Grundlage des Zensus 2011)
2. ↑  Bayerische Landesbibliothek Online